# Leon Parker
 (septembre 2014).
Si vous disposez d'ouvrages ou d'articles de référence ou si vous connaissez des sites web de qualité traitant du thème abordé ici, merci de compléter l'article en donnant les références utiles à sa vérifiabilité et en les liant à la section « Notes et références ».
Leon Parker, né le 21 août 1965 à White Plains (New York), est compositeur et percussionniste de jazz. Il étudia la batterie dès l'âge de 11 ans et reçut une éducation classique durant son adolescence. C'est sous la tutelle de Barry Harris qu'il se perfectionna dans le jazz. Ses premiers enregistrements eurent lieu avec Charlie Hunter et il travailla également avec sa première femme Lisa, flûtiste. Son album Awakening paru en 1998 chez Columbia Records fut classé vingtième au « Top Jazz albums » du magazine Billboard.
Leon Parker est connu pour jouer occasionnellement sur des kits de batterie minimalistes, consistant parfois en une unique cymbale.

## Discography

### Albums studio
- 1994 : Above & Below (Epicure)
- 1996 : Belief (Columbia)
- 1998 : Awakening (Columbia)
- 2001 : The Simple Life (Label M)
- 2021 : The Leo[1] avec Cécile McLorin Salvant Jacques Schwarz-Bart Mark Turner Grégoire Maret Aaron Goldberg Joshua Redman Mélanie Dahan Tom Harrell[2]

### Collaborations
- 1999: Duo avec Charlie Hunter (Blue Note)

### Participations
Avec Dewey Redman et Joshua Redman
- Choices (Enja, 1992)

Avec Jesse Davis
- As We Speak (Concord Jazz, 1992)

Avec MTB (Brad Mehldau, Mark Turner et Peter Bernstein)
- Consenting Adults (Criss Cross Jazz, 1994)

Avec Jacky Terrasson
- Jacky Terrasson (Bluenote, 1994)

Avec Don Braden
- Organic (Epicure, 1995)

Avec James Carter
- The Real Quiet Storm (Atlantic, 1995)

Avec Franck Amsallem and Tim Ries
- Is That So, Sunnyside Records 1996

Avec Virginia Mayhew
- Nini Green (Chiaroscuro, 1997)

Avec Jacky Terrasson
- Alive (Bluenote, 1998)

Avec Giovanni Mirabassi
- Terra Furiosa (Discograph, 2008)

Avec Giovanni Mirabassi
- Out of Track (Discograph, 2009)

Avec Giovanni Mirabassi et Gianluca Renzi
- Live At the Blue Note, Tokyo (Discograph, 2010)

Avec Aaron Goldberg 2018
- At the Edge of the World[3]

## N&R
1. ↑  « The LEO, by Leon Parker », sur EmbodiJazzMaker (consulté le 7 juin 2022)
2. ↑  (en-US) Martin Johnson, « Leon Parker: The LEO (Embodi Jazz Maker/Ropeadope) », sur JazzTimes (consulté le 7 juin 2022)
3. ↑  « At the Edge of the World, by Aaron Goldberg », sur Aaron Goldberg (consulté le 7 juin 2022)